# جنتلمان (أغنية)
جنتلمان  (بالإنجليزية: Gentleman)‏ (هانغل: 젠틀맨) هي أغنية منفردة لمغني الراب الكوري الجنوبي «ساي» (PSY)، تم إصدار الأغنية في 12 أبريل 2013 وحققت معدلات قياسية وصلت حتى 700مليون مشاهدة على اليوتيوب.وهي ثاني نجاح بعد الغانغام ستايل.